# ガルステッ!
ガルステッ!(がるすてっ)は、ラジオ関西で2021年1月5日より放送しているラジオ番組のレーベル。放送当初は火曜日の20:45 - 21:00に放送していたが、土曜日 25:00 - 25:15に放送枠が移動した。

## 概要
関西を中心に活動している女性アイドルグループが毎月1回ずつ週替わり交代で出演し、冠番組と称してラジオパーソナリティを担当する。第5週がある場合は坪井淳一がパーソナリティを務めている。

## 出演者とサブタイトル
| 出演週    | 出演者                 | サブタイトル                           | 放送期間                                         |
| --------- | ---------------------- | -------------------------------------- | ------------------------------------------------ |
| 毎月第1週 | AIMIA                  | AIMIAのジャムラジ！                    | 2023年7月1日開始                                 |
| 毎月第2週 | 坪井淳一、大路章晃     | 坪井淳一と大路章晃のアイドルホームラン | 2024年4月13日開始                                |
| 毎月第3週 | 立花さりあ、瀬口こころ | さりここのそれなんなん！？             | 2023年4月14日開始（2023年3月29日に単発での放送） |
| 毎月第4週 | シンセカイヒーロー     | シンセカイヒーローのアリっちゃアリやな | 2023年7月22日開始                                |
| 毎月第5週 | 坪井淳一               | 坪井淳一のロックトゥアイドル           | 2021年3月30日開始                                |

### 過去の出演者とサブタイトル
| 出演者        | 放送期間                     | サブタイトル                              | 出演週    |
| ------------- | ---------------------------- | ----------------------------------------- | --------- |
| 少女模型      | 2021年1月12日〜9月11日       | まねきん放送局                            | 毎月第2週 |
| 神戸flavor    | 2021年1月19日〜9月18日       | 神戸flavorのすぱいすきかせて！            | 毎月第3週 |
| イタズラJOKER | 2021年10月20日〜12月15日     | イタズラJOKERの女の子は最高で最強ラジオ！ | 毎月第3週 |
| ゆきもも      | 2022年1月19日〜6月15日       | ゆきもものすくすくラジオ                  | 毎月第3週 |
| Fiore         | 2021年1月5日〜2023年6月4日   | Fioreのジャムラジ！                       | 毎月第1週 |
| ネテルダイヤ  | 2021年1月26日〜2023年6月25日 | ネテルダイヤのネテルーム                  | 毎月第4週 |
| Principal     | 2021年10月13日〜2024年3月9日 | RISEandShine                              | 毎月第2週 |